# Eregonda tenuis
Eregonda tenuis is een hooiwagen uit de familie Assamiidae.